# Antonov An-32
O Antonov An-32 (designação NATO - "Cline") é um avião bimotor turboélice usado como transporte civil e militar. O An-32 é uma versão mais moderna do An-26.

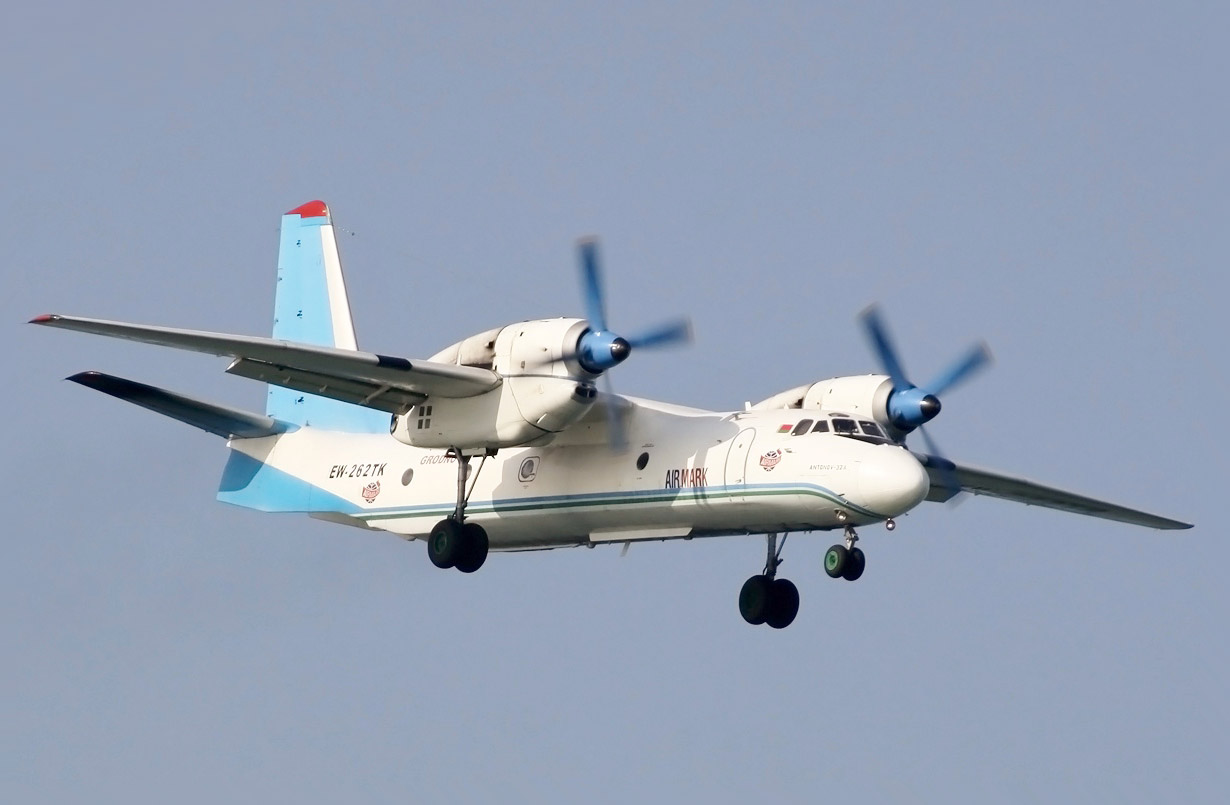
An-32 da AirMark no Aeroporto de Changi Singapura em 2011.